# زمالة الأكاديمية البريطانية
زمالة الأكاديمية البريطانية (بالإنجليزية: Fellow of the British Academy، وتعرف اختصارا FBA) هي جائزة تمنحها الأكاديمية البريطانية لكبار الأكاديميين، لتميزهم في العلوم الإنسانية والاجتماعية. هناك ثلاثة أنواع من الزمالات:
- الزملاء: وهي مخصصة للباحثين المقيمين في المملكة المتحدة.
- زملاء المراسلة: وهي مخصصة للباحثين غير المقيمين في المملكة المتحدة.
- الزملاء الفخريون: وهي عبارة عن لقب أكاديمي فخري.

يتم إثبات منح الزمالة من خلال الأعمال المنشورة. من الأمثلة على من حصلوا على زمالة الأكاديمية البريطانية: ماري بيرد ونيكولاس ستيرن وبارون ستيرن وجيريمي هيردر ومايكل لوبان وم. ر. جيمس وروان ويليامز.